# Samurai Deeper Kyo
Samurai Deeper Kyo — первая изданная манга Акиминэ Камидзё. Первый выпуск появился в октябре 1999 года в журнале Shukan Shonen, тридцать седьмой том был издан в апреле 2006 года компанией Kodansha Ltd. Также манга адаптирована компанией Studio DEEN в виде аниме-сериала.
И манга, и аниме сочетают сюжет со сверхъестественным, позволяя себе вольности с историческими персонажами для создания альтернативной истории Японии времен сёгуната Токугава. Они повествуют о Демоноглазом Кё, который стремится вернуть своё тело после того, как его душа была запечатана в теле его соперника Мибу Кёсиро. К Кё присоединяются в его поисках охотница за преступниками Сиина Юя, скрывающийся под псевдонимом будущий сёгун Токугава Хидэтада и известный конкурент Токугавы Санада Юкимура.

## Сюжет
В основе истории поиска тела Кё лежат много маленьких арок, каждая из которых является шагом к следующей. В манге показано, что все Мибу, не считая Кё, являются потомками «Кукол для сражений», существами, созданными Мибу для битв для их развлечений. Когда-то Куклы верили, что они были настоящими Мибу, и что настоящие Мибу были уничтожены в битвах. Существующие Мибу постепенно умирают из «Смертельной Болезни». Сестра Мурамасы была первой убитой этой болезнью, за ней последовали многие другие. Болезнь проявляется, когда зараженный человек достигает некоторого возраста. По этой причине, процесс старения был остановлен у Антэры, Токито и, вероятно, других.
Различия сюжетов аниме и манги
Главное различие между аниме и мангой — то, что Кё в аниме является искусственно рождённым, как попытка Кёсиро очистить себя от насилия и жестокости. Пока Кё запечатан в Кёсиро после потери в себе мечника (так как в манге побуждения отличаются), Кёсиро противостоит Кё в сражении при Сэкигахаре, чтобы остановить его кровавую ярость, вместо того, чтобы защитить Сакую. Кроме этого и воспоминаний периода с Мурамасой, Акирой и Хотару, в аниме меньше деталей прошлого Кё, чем в манге. Манга также показывает намного больше об отношениях Кё с Акирой и его «бандой», Четырьмя Императорами, так же как проблесками его прежней жизни, когда он дружил с Кёсиро. Юя, которая в аниме часто находится на фоне, играет в манге намного более значительную роль. В манге содержится гораздо больше крови и голых тел, чем в её телевизионном воплощении; кэнъё (перерожденные демоны) играют в ней меньшую роль, и она вводит персонажи типа Датэ Масамунэ и пяти звезд Клана Мибу. Тем не менее, манга и аниме открывает тему дружбы, но аниме развивает эту идею, с которой некоторые воины будут бороться для предотвращения мира.

## Персонажи
Имена приведены в обратном порядке: Фамилия Имя
Демоноглазый Кё (яп. 鬼目のキョウ Они мэ но Кё:) — , известный своими пылающими кроваво-красным глазами, является одним из самых великих и самых устрашающих самураев в мире. Он носит легендарный нодати по имени Тэнро (Небесный Волк), сделанный мастером Мурамасой. В манге, он изображен как хладнокровный непобедимый самурай. Когда он был молод, его избегал весь Клан Мибу, не считая Ака-но-О (Красного Короля). После убийства Оды Нобунаги он был брошен в темницу Мибу, пока Мурамаса не спас его и не обучил Мумё Дзимпу Рю. Кё — последний оставшийся настоящий Мибу. Кё был вынужден оставить Мибу из-за прежнего Красного Короля, когда он предвидел, что станет злым и будет пытаться уничтожить мир, и что он и Кё были обречены сражаться друг с другом до смерти. Кьё был лидером Четырёх Императоров, также известных как Сисэйтэн, который, как говорили, был близко по силе с Кё.
Сэйю: Кацуюки Кониси
Мибу Кёсиро (яп. 壬生京四郎 Мибу Кё:сиро:) — фехтовальщик, изображенный как единственный достойный конкурент для Демоноглазого Кё. Он владел Сибиэном (Фиолетовым Мечом) Мурамасы. В манге он изображен как один из наследников трона Ака-но-О, Красные Глаза были доказательством его происхождения из Мибу. Он — «Рыцарь красного креста», созданный из плоти истинных Мибу. Он боролся с Кё в сражении при Сэкигахаре, но был сражен Порталом демона, и их тела слились. Всё аниме Кё пытается получить назад его тело, даже притом, что он с Кёсиро были когда-то одним человеком. Кёсиро разделяет себя на две половины, чтобы посвятить себя любви Леди Сакуи, и для того, чтобы не стать «Красным Королём».
Сэйю: Кацуюки Кониси
Сиина Юя (яп. 椎名 ゆや) — девушка, которая зарабатывает на жизнь как профессиональный охотник на преступников, чтобы разыскать «Человека со шрамом на спине», который убил её брата, Нодзому. Она использует трехствольный пистолет и маленькие кинжалы, привязанные к бедрам. Сиина Юя была сиротой, найденной Нодзому и выращенной им же. Нодзому был настоящим братом Сакуи. Юя — всего лишь человек без каких-либо сил (хотя позже её сильное доверие к Кё ведет к размышлениям Ака-но-О о том, что она может видеть будущее).
Сэйю: Юи Хориэ
Мигэира (яп. ミゲイラ) — член общества центрального города. Обладает способностью видеть будущее, Мигэира хочет остановить историю. После разделения Кёсиро Мибу и Кё в двух различных людей будущее было искажено. Главная цель Мигэиры состоит в том, чтобы исправить историю любой ценой. Он был единственным персонажем, кто полностью понял полномочия «5 Истинных Мурамас» и был настроен собрать их всего от имени правосудия.
Сэйю: Хикару Мидорикава
Бэнитора (яп. 紅虎, «Красный тигр») — псевдоним для Токугавы Хидэтады, наследника трона клана Токугава. Он также известен как «Мастер тени» из-за его способности делать многократные копии себя. С помощью Мигэиры он получил копьё Хокураку Симон работы Мурамасы, чтобы нанести поражение своему отцу Токугаве Иэясу, который стал кэнъё. Одна из его последователей — Махиро, сестра Мурамасы, потомственного кузнеца обучившего Кёсиро Мибу всей его технике.
Сэйю: Тосихико Сэки

## Группы
- Клан Мибу — вымышленный клан, большинство членов которого являются человекообразными по внешности, но имеет очень долгую жизнь по сравнению с нормальными людьми и имеют огромную силу и мощь. Низко оцениваемые Мибу находятся иногда в гуманоидной форме с тремя глазами или другими сверхъестественными силами. Они были созданы экспериментами на людях и животных, потому что из-за неизвестных причин дети больше не рождаются, и клан вымирает. Они, как говорят, обладают наиболее продвинутым знанием в науке и технике и управляли историей страны из тени, помогая сёгунам. Токугава Иэясу — первый сёгун, который пошёл против них, и это приводит в бешенство их так, что они решили выйти из тени и управлять страной открыто, но Кё и его друзья стоят у них на пути. Почти все Мибу созданы первым Королём Ужаса. Но поскольку прошли уже поколения, это забылось. Единственные Настоящие Мибу — Кё и прежний Король Ужаса. Смертельная Болезнь убивает фальшивых Мибу, она — недостаток в проекте конструктов. Мибу Кёсиро и Тиммэй выше чем конструкты, но они не Настоящие Мибу. Их называют «сыновьями Бога», и у них ограниченная сила по сравнению с Настоящими Мибу.
- Сисэйтэн или Четыре Императора— группа сильнейших в мире воинов под предводительством Демоноглазого Кё. Состоит из четырех человек. Каждый из них очень опасен и близок по силе к самому Кё. В Сисэйтэн состоят Бонтэнмару, Акира, Хотару и Акари.
- Рыцари красного креста или Сыновья Бога — самая сильная группа воинов клана Мибу, которая создана Красным Королём из собственной плоти и крови, для выполнения особых заданий. Состоит из четырех человек. Кёсиро и Тиммэй последние из них, третий рыцарь красного креста появляется в одной из последних глав в воспоминаниях Кёсиро, в которых он убит им же за неповиновение Красному Королю.

## Сэйю
- Кацуюки Кониси Мибу Кёсиро / Демоноглазый Кё
- Хориэ Юи Сиина Юя
- Тосихико Сэки Бэнитора
- Юми Какадзу Идзумо но Окуни
- Мэгуми Огата Санада Юкимура
- Акира Исида Сарутоби Сасукэ
- Хикару Мидорикава Мигэира
- Юкана Ногами Сакуя
- Сё Хаями Ода Нобунага
- Соитиро Хоси Акира
- Мики Матии Сантэра
- Акио Суяма Макора/Котаро
- Такаюки Ямагути Синдара
- Сакико Тамагава Сятора
- Кана Уэда Антэра
- Кацухиро Харасава Бикара
- Макото Юсумура Мэкира
- Соитиро Танака Хайра
- Такахиро Сакураи Кубира
- Норихиса Мори Басара
- Такаси Мацуяма Сайдзо Киригакурэ
- Такэхито Коясу Хаттори Хандзо
- Акио Суяма Дзимон
- Кадзухико Иноуэ Мурамаса

## Список серий
1. The Way to Armageddon
2. Wanted (Dead or Alive) Man
3. Red Mirage
4. Sneaking Nightmare
5. The Assassin’s Tears
6. The Duel of Hibiya Bay
7. Keichou Battle Royal
8. Demon Spear Cries
9. A Blind of Smiles
10. Cold-Blooded Illusion
11. Pitch Black Flashback
12. The Boy Who Came from the Deep Forest
13. The Crossing Souls
14. The Return of Satan
15. Our Friend, Red Tiger
16. Perfect Victory
17. The Secret Talk of the Ladies
18. The Nurse Devil ♥
19. Thunderbolt Attack
20. Absolute Zero is Far
21. The Hellish Mibu Castle
22. Clockwork Doors
23. Passionate Ecstasy
24. Last Muramasa Awakening
25. That Which Surpasses a Tachyon
26. The Samurai Sing a Ballad

## Музыка
Открывающая композиция
- Aoi no Requiem (Голубой Реквием) Pipeline Project featuring Yuiko Tsubokura

Закрывающая композиция
- Love Deeper Pipeline Project featuring Yuiko Tsubokura